# Съвместна шлюзова камера Куест
Съвместна шлюзова камера Куест (на английски: Quest Joint Airlock), предишно название Съвместен шлюзов модул (Joint Airlock Module) е основната шлюзова камера на Международната космическа станция (МКС). Куест е проектиран за извършване на космически разходки както със скафандри (тип Орлан и др.) така и с мобилни единици за излизане в открития космос. Шлюзовата камера е изстреляна с мисия STS-104 на 14 юли 2001 г. Преди да бъде скачен този компонент със станцията, руските космонавти са можели да излизат само от модул Звезда, а американските космонавти, само когато има скачена совалка с МКС. Със скачването на 16 септември 2001 г. на отсек за скачване Пирс, руските космонавти могат да излизат в открития космос и от този компонент.